# Кошаркашка репрезентација Велса
Кошаркашка репрезентација Велса представља Велс на међународним кошаркашким такмичењима. Године 2005. Кошаркашки савез Велса је заједно са КС Енглеске и КС Шкотске формирао кошаркашку репрезентацију Велике Британије. И поред спајања репрезентација Велса се и даље такмичи на Европском првенству за мале државе (бившој дивизији Ц). Договором КС Енглеске и КС Шкотске њихово директно чланство у ФИБА биће окончано 30. септембра 2016. у корист Британског кошаркашког савеза, док Велс ипак није потписао тај споразум.

## Учешћа на међународним такмичењима

### Олимпијске игре
| Година | Турнир                                                         | Пласман                                                        | ИГ                                                             | П                                                              | И                                                              | ДК                                                             | ПК                                                             | Разл.                                                          |
| ------ | -------------------------------------------------------------- | -------------------------------------------------------------- | -------------------------------------------------------------- | -------------------------------------------------------------- | -------------------------------------------------------------- | -------------------------------------------------------------- | -------------------------------------------------------------- | -------------------------------------------------------------- |
| 1948.  | Заједно са Шкотском и Енглеском наступала као Велика Британија | Заједно са Шкотском и Енглеском наступала као Велика Британија | Заједно са Шкотском и Енглеском наступала као Велика Британија | Заједно са Шкотском и Енглеском наступала као Велика Британија | Заједно са Шкотском и Енглеском наступала као Велика Британија | Заједно са Шкотском и Енглеском наступала као Велика Британија | Заједно са Шкотском и Енглеском наступала као Велика Британија | Заједно са Шкотском и Енглеском наступала као Велика Британија |
| 2012.  | Заједно са Шкотском и Енглеском наступала као Велика Британија | Заједно са Шкотском и Енглеском наступала као Велика Британија | Заједно са Шкотском и Енглеском наступала као Велика Британија | Заједно са Шкотском и Енглеском наступала као Велика Британија | Заједно са Шкотском и Енглеском наступала као Велика Британија | Заједно са Шкотском и Енглеском наступала као Велика Британија | Заједно са Шкотском и Енглеском наступала као Велика Британија | Заједно са Шкотском и Енглеском наступала као Велика Британија |
| Укупно |                                                                |                                                                |                                                                |                                                                |                                                                |                                                                |                                                                |                                                                |

### Светска првенства
Није учествовала

### Европска првенства
| Година         | Турнир                                                         | Пласман                                                        | ИГ                                                             | П                                                              | И                                                              | ДК                                                             | ПК                                                             | Разл.                                                          |
| -------------- | -------------------------------------------------------------- | -------------------------------------------------------------- | -------------------------------------------------------------- | -------------------------------------------------------------- | -------------------------------------------------------------- | -------------------------------------------------------------- | -------------------------------------------------------------- | -------------------------------------------------------------- |
| 1957. до 2007. | Није се квалификовала                                          | Није се квалификовала                                          | Није се квалификовала                                          | Није се квалификовала                                          | Није се квалификовала                                          | Није се квалификовала                                          | Није се квалификовала                                          | Није се квалификовала                                          |
| 2009.          | Заједно са Шкотском и Енглеском наступала као Велика Британија | Заједно са Шкотском и Енглеском наступала као Велика Британија | Заједно са Шкотском и Енглеском наступала као Велика Британија | Заједно са Шкотском и Енглеском наступала као Велика Британија | Заједно са Шкотском и Енглеском наступала као Велика Британија | Заједно са Шкотском и Енглеском наступала као Велика Британија | Заједно са Шкотском и Енглеском наступала као Велика Британија | Заједно са Шкотском и Енглеском наступала као Велика Британија |
| 2011.          | Заједно са Шкотском и Енглеском наступала као Велика Британија | Заједно са Шкотском и Енглеском наступала као Велика Британија | Заједно са Шкотском и Енглеском наступала као Велика Британија | Заједно са Шкотском и Енглеском наступала као Велика Британија | Заједно са Шкотском и Енглеском наступала као Велика Британија | Заједно са Шкотском и Енглеском наступала као Велика Британија | Заједно са Шкотском и Енглеском наступала као Велика Британија | Заједно са Шкотском и Енглеском наступала као Велика Британија |
| 2013.          | Заједно са Шкотском и Енглеском наступала као Велика Британија | Заједно са Шкотском и Енглеском наступала као Велика Британија | Заједно са Шкотском и Енглеском наступала као Велика Британија | Заједно са Шкотском и Енглеском наступала као Велика Британија | Заједно са Шкотском и Енглеском наступала као Велика Британија | Заједно са Шкотском и Енглеском наступала као Велика Британија | Заједно са Шкотском и Енглеском наступала као Велика Британија | Заједно са Шкотском и Енглеском наступала као Велика Британија |
| Укупно         |                                                                |                                                                |                                                                |                                                                |                                                                |                                                                |                                                                |                                                                |